# Francis Uzoho
Francis Odinaka Uzoho (Nwangele, 28 ottobre 1998) è un calciatore nigeriano, portiere dell'Omonia e della nazionale nigeriana.

## Carriera

### Club
È cresciuto nell'Aspire Academy.
Nel 2016 è stato acquistato dal Deportivo La Coruña con cui, dopo avere giocato alcune partite con la squadra B, ha debuttato il 15 ottobre 2017 in un match pareggiato 0-0 contro l'Eibar, diventando il più giovane esordiente straniero nella storia del campionato spagnolo all'età di 18 anni, 11 mesi e 17 giorni.
Alla fine della stagione, a seguito della retrocessione del club galiziano, viene ceduto in prestito all'Elche.

### Nazionale
Ha esordito con la Nazionale di calcio della Nigeria il 14 novembre 2017 in un'amichevole vinta 4-2 contro l'Argentina.
È convocato per il Mondiale 2018 in Russia, nel quale è portiere titolare. Termina l'esperienza mondiale già nella prima fase finale a causa dell'eliminazione della Nigeria.

## Statistiche

### Presenze e reti nei club
Statistiche aggiornate al 23 dicembre 2023.
| Stagione        | Squadra             | Campionato      | Campionato | Campionato | Coppe nazionali | Coppe nazionali | Coppe nazionali | Coppe continentali | Coppe continentali | Coppe continentali | Altre coppe | Altre coppe | Altre coppe | Totale | Totale | Totale |
| Stagione        | Squadra             | Comp            | Pres       | Reti       | Comp            | Pres            | Reti            | Comp               | Pres               | Reti               | Comp        | Pres        | Reti        | Pres   | Reti   |        |
| --------------- | ------------------- | --------------- | ---------- | ---------- | --------------- | --------------- | --------------- | ------------------ | ------------------ | ------------------ | ----------- | ----------- | ----------- | ------ | ------ | ------ |
| 2017-2018       | Deportivo B         | SDB             | 25+1       | -17 + -2   | -               | -               | -               | -                  | -                  | -                  | -           | -           | -           | 26     | -19    |        |
| 2017-2018       | Deportivo La Coruña | PD              | 2          | -2         | CR              | 0               | 0               | -                  | -                  | -                  | -           | -           | -           | 2      | -2     |        |
| 2018-gen. 2019  | Elche               | SD              | 7          | -10        | CR              | 1               | -1              | -                  | -                  | -                  | -           | -           | -           | 8      | -11    |        |
| gen.-giu. 2019  | Anorthōsis          | A               | 1+2        | -3 + -1    | CC              | -               | -               | UEL                | -                  | -                  | -           | -           | -           | 3      | -4     |        |
| 2019-2020       | Omonia              | A               | 5          | -4         | CC              | 0               | 0               | -                  | -                  | -                  | -           | -           | -           | 5      | -4     |        |
| 2020-2021       | APOEL               | A               | 7+11       | -7 + -6    | CC              | 6               | -6              | UEL                | 0                  | 0                  | -           | -           | -           | 24     | -19    |        |
| ago. 2021       | APOEL               | A               | 1          | -4         | CC              | 0               | 0               | -                  | -                  | -                  | -           | -           | -           | 1      | -4     |        |
| Totale APOEL    | Totale APOEL        | Totale APOEL    | 19         | -17        |                 | 6               | -6              |                    | 0                  | 0                  |             | -           | -           | 25     | -23    |        |
| ago. 2021-2022  | Omonia              | A               | 5+4        | -7 + -5    | CC              | 2               | -2              | UECL               | 4                  | -6                 | SC          | -           | -           | 15     | -20    |        |
| 2022-2023       | Omonia              | A               | 16+3       | -15 + -2   | CC              | 1               | -1              | UEL                | 4                  | -6                 | SC          | 0           | 0           | 24     | -24    |        |
| 2023-2024       | Omonia              | A               | 4          | -6         | CC              | 0               | 0               | UECL               | 0                  | 0                  | SC          | 0           | 0           | 4      | -6     |        |
| Totale Omonia   | Totale Omonia       | Totale Omonia   | 37         | -39        |                 | 3               | -3              |                    | 8                  | -12                |             | 0           | 0           | 48     | -54    |        |
| Totale carriera | Totale carriera     | Totale carriera | 94         | -91        |                 | 10              | -10             |                    | 8                  | -12                |             | 0           | 0           | 112    | -113   |        |

### Cronologia presenze e reti in nazionale
| Cronologia completa delle presenze e delle reti in nazionale ― Nigeria | Cronologia completa delle presenze e delle reti in nazionale ― Nigeria | Cronologia completa delle presenze e delle reti in nazionale ― Nigeria | Cronologia completa delle presenze e delle reti in nazionale ― Nigeria | Cronologia completa delle presenze e delle reti in nazionale ― Nigeria | Cronologia completa delle presenze e delle reti in nazionale ― Nigeria | Cronologia completa delle presenze e delle reti in nazionale ― Nigeria | Cronologia completa delle presenze e delle reti in nazionale ― Nigeria |
| Data                                                                   | Città                                                                  | In casa                                                                | Risultato                                                              | Ospiti                                                                 | Competizione                                                           | Reti                                                                   | Note                                                                   |
| ---------------------------------------------------------------------- | ---------------------------------------------------------------------- | ---------------------------------------------------------------------- | ---------------------------------------------------------------------- | ---------------------------------------------------------------------- | ---------------------------------------------------------------------- | ---------------------------------------------------------------------- | ---------------------------------------------------------------------- |
| 14-11-2017                                                             | Krasnodar                                                              | Argentina                                                              | 2 – 4                                                                  | Nigeria                                                                | Amichevole                                                             | -                                                                      | 46’                                                                    |
| 23-3-2018                                                              | Breslavia                                                              | Polonia                                                                | 0 – 1                                                                  | Nigeria                                                                | Amichevole                                                             | -                                                                      |                                                                        |
| 27-3-2018                                                              | Londra                                                                 | Nigeria                                                                | 0 – 2                                                                  | Serbia                                                                 | Amichevole                                                             | -2                                                                     |                                                                        |
| 28-5-2018                                                              | Port Harcourt                                                          | Nigeria                                                                | 1 – 1                                                                  | RD del Congo                                                           | Amichevole                                                             | -1                                                                     |                                                                        |
| 2-6-2018                                                               | Londra                                                                 | Inghilterra                                                            | 2 – 1                                                                  | Nigeria                                                                | Amichevole                                                             | -2                                                                     |                                                                        |
| 6-6-2018                                                               | Schwechat                                                              | Nigeria                                                                | 0 – 1                                                                  | Rep. Ceca                                                              | Amichevole                                                             | -1                                                                     |                                                                        |
| 16-6-2018                                                              | Kaliningrad                                                            | Croazia                                                                | 2 – 0                                                                  | Nigeria                                                                | Mondiali 2018 - 1º turno                                               | -2                                                                     |                                                                        |
| 22-6-2018                                                              | Volgograd                                                              | Nigeria                                                                | 2 – 0                                                                  | Islanda                                                                | Mondiali 2018 - 1º turno                                               | -                                                                      |                                                                        |
| 26-6-2018                                                              | San Pietroburgo                                                        | Nigeria                                                                | 1 – 2                                                                  | Argentina                                                              | Mondiali 2018 - 1º turno                                               | -2                                                                     |                                                                        |
| 8-9-2018                                                               | Victoria                                                               | Seychelles                                                             | 0 – 3                                                                  | Nigeria                                                                | Qual. Coppa d'Africa 2019                                              | -                                                                      |                                                                        |
| 13-10-2018                                                             | Kaduna                                                                 | Nigeria                                                                | 4 – 0                                                                  | Libia                                                                  | Qual. Coppa d'Africa 2019                                              | -                                                                      |                                                                        |
| 16-10-2018                                                             | Sfax                                                                   | Libia                                                                  | 2 – 3                                                                  | Nigeria                                                                | Qual. Coppa d'Africa 2019                                              | -2                                                                     | 47’                                                                    |
| 23-3-2019                                                              | Asaba                                                                  | Nigeria                                                                | 3 – 1                                                                  | Seychelles                                                             | Qual. Coppa d'Africa 2019                                              | -1                                                                     |                                                                        |
| 17-7-2019                                                              | Il Cairo                                                               | Tunisia                                                                | 0 – 1                                                                  | Nigeria                                                                | Coppa d'Africa 2019 - finale 3º posto                                  | -                                                                      |                                                                        |
| 10-9-2019                                                              | Dnipropetrovsk                                                         | Ucraina                                                                | 2 – 2                                                                  | Nigeria                                                                | Amichevole                                                             | -2                                                                     |                                                                        |
| 13-10-2019                                                             | Singapore                                                              | Brasile                                                                | 1 – 1                                                                  | Nigeria                                                                | Amichevole                                                             | -                                                                      | 46’                                                                    |
| 30-3-2021                                                              | Abeokuta                                                               | Nigeria                                                                | 3 – 0                                                                  | Lesotho                                                                | Qual. Coppa d'Africa 2021                                              | -                                                                      |                                                                        |
| 7-10-2021                                                              | Lagos                                                                  | Nigeria                                                                | 0 – 1                                                                  | Rep. Centrafricana                                                     | Qual. Mondiali 2022                                                    | -1                                                                     |                                                                        |
| 19-1-2022                                                              | Garoua                                                                 | Guinea-Bissau                                                          | 0 – 2                                                                  | Nigeria                                                                | Coppa d'Africa 2021 - 1º turno                                         | -                                                                      |                                                                        |
| 25-3-2022                                                              | Kumasi                                                                 | Ghana                                                                  | 0 – 0                                                                  | Nigeria                                                                | Qual. Mondiali 2022                                                    | -                                                                      |                                                                        |
| 29-3-2022                                                              | Abuja                                                                  | Nigeria                                                                | 1 – 1                                                                  | Ghana                                                                  | Qual. Mondiali 2022                                                    | -1                                                                     |                                                                        |
| 28-5-2022                                                              | Arlington                                                              | Messico                                                                | 2 – 1                                                                  | Nigeria                                                                | Amichevole                                                             | -2                                                                     |                                                                        |
| 3-6-2022                                                               | Harrison                                                               | Ecuador                                                                | 1 – 0                                                                  | Nigeria                                                                | Amichevole                                                             | -                                                                      |                                                                        |
| 9-6-2022                                                               | Abuja                                                                  | Nigeria                                                                | 2 – 1                                                                  | Sierra Leone                                                           | Qual. Coppa d'Africa 2023                                              | -1                                                                     | 86’                                                                    |
| 13-6-2022                                                              | Agadir                                                                 | São Tomé e Príncipe                                                    | 0 – 10                                                                 | Nigeria                                                                | Qual. Coppa d'Africa 2023                                              | -                                                                      |                                                                        |
| 27-9-2022                                                              | Bir El Djir                                                            | Algeria                                                                | 2 – 1                                                                  | Nigeria                                                                | Amichevole                                                             | -2                                                                     | 90+2’                                                                  |
| 17-11-2022                                                             | Lisbona                                                                | Portogallo                                                             | 4 – 0                                                                  | Nigeria                                                                | Amichevole                                                             | -4                                                                     |                                                                        |
| 24-3-2023                                                              | Abuja                                                                  | Nigeria                                                                | 0 – 1                                                                  | Guinea-Bissau                                                          | Qual. Coppa d'Africa 2023                                              | -1                                                                     |                                                                        |
| 27-3-2023                                                              | Bissau                                                                 | Guinea-Bissau                                                          | 0 – 1                                                                  | Nigeria                                                                | Qual. Coppa d'Africa 2023                                              | -                                                                      | 90+2’                                                                  |
| 10-9-2023                                                              | Uyo                                                                    | Nigeria                                                                | 6 – 0                                                                  | São Tomé e Príncipe                                                    | Qual. Coppa d'Africa 2023                                              | -                                                                      |                                                                        |
| 13-10-2023                                                             | Portimão                                                               | Arabia Saudita                                                         | 2 – 2                                                                  | Nigeria                                                                | Amichevole                                                             | -2                                                                     |                                                                        |
| 16-10-2023                                                             | Albufeira                                                              | Mozambico                                                              | 2 – 3                                                                  | Nigeria                                                                | Amichevole                                                             | -2                                                                     |                                                                        |
| 16-11-2023                                                             | Uyo                                                                    | Nigeria                                                                | 1 – 1                                                                  | Lesotho                                                                | Qual. Mondiali 2026                                                    | -1                                                                     |                                                                        |
| 19-11-2023                                                             | Butare                                                                 | Zimbabwe                                                               | 1 – 1                                                                  | Nigeria                                                                | Qual. Mondiali 2026                                                    | -1                                                                     |                                                                        |
| 27-1-2024                                                              | Abidjan                                                                | Nigeria                                                                | 2 – 0                                                                  | Camerun                                                                | Coppa d'Africa 2023 - Ottavi di finale                                 | -                                                                      | 80’                                                                    |
| Totale                                                                 |                                                                        | Presenze                                                               | 35                                                                     |                                                                        | Reti                                                                   | -34                                                                    |                                                                        |

## Palmarès

### Club

#### Competizioni nazionali
- Coppa di Cipro: 2

Omonia: 2021-2022, 2022-2023